# SN 2001bw
SN 2001bw – supernowa odkryta 25 marca 2001 roku w galaktyce A140105-0108. W momencie odkrycia miała maksymalną jasność 19,80m.